# VR Baseball ’99
A VR Baseball ’99 baseball-videójáték, melyet a VR Sports fejlesztett és az Interplay jelentetett meg. A ’99 a VR Baseball sorozat második és egyben utolsó tagja, amely 1998. május 22-én jelent meg Észak-Amerikában és 1999 januárjában Európában, PlayStation otthoni videójáték-konzolra. A játéknak VR Baseball 2000 néven egy kibővített Windows-átirata is megjelent.
A játék borítóján Darin Erstad Anaheim Angels-egyesvédő/balkülső szerepel.

## Fejlesztés
A játékhoz megváltották a Major League Baseball- és a Major League Baseball Players’ Association-jogokat is, így abban a csapatok a valós nevükön, a valós logójukkal, a valós stadionukkal, illetve több, mint 750 MLBPA-tag a valós nevén és statisztikájával szerepel. A játékoskeretek az 1998-as Major League Baseball-szezon elejei állapotokat tükrözik. A játékban az 1998-as szezon két új csapata, a Arizona Diamondbacks és a Tampa Bay Devil Rays is helyet kapott.
A Windows-átirat a Shiny Entertainment Messiah című third-person shooterének motorján fut. A Windows-változathoz a VR Sports weboldalán keresztül az 1999-es Major League Baseball-szezon elejéhez igazított játékoskereteket is le lehetett tölteni, illetve egy játékoskeret-szerkesztő is elérhető volt.

## Fogadtatás
A Next Generation szerkesztője 3/5 csillagra értékelte a játék PlayStation-verzióját, kiemelve, hogy „Megér egy dodót? Igen, ugyan nem olyan komplex, mint az MLB ’99, azonban a VR Baseball több órányi egyszerű, tiszta baseballélvezetet fog nyújtani.” Ryan Mac Donald a GameSpotnak írt elemzésében 5,3/10 pontra értékelte a játékot, összegzésként kiemelve, hogy „A mesterséges intelligenciája vállalható, a hangzásvilága nagyszerű és néhány menő funkcióval is rendelkezik. A lapos irányítása és az ocsmány grafikája miatt azonban a VR Baseball 99 még csak a közelébe sem ér annak, hogy a Triple Play 99 rendkívül szórakoztató élményét biztosítsa.”
A PC Gamer szerkesztője 58/100%-ra értékelte a játék Windows-verzióját. Elsősorban a „borzasztó” animációkat és a „kopár” textúrákat kritizálta, holott a játék a borítóján kifejezetten a fejlett grafikáját hirdeti. Összegzésként megjegyezte, hogy „A szimulátorok rajongói mindenképpen kerüljék el a játékot. A csapatkeretek 25 játékosra vannak korlátozva, a statisztikák gyérek, a számítógéppel szimulált mérkőzéseken abszurd számok születnek, szó szerint nincs egyetlen opció sem a kizárólag vezetőedzői feladatokat ellátni kívánó játékosoknak, illetve egy javítófoltot is le kell tölteni, hogy a játék ne omoljon össze egy szezonmérkőzés után. Azonban ha mindössze csak egy kis terepi akció után sóvárogsz, akkor a VR Baseball 2000 mérsékelt szórakoztatást fog nyújtani.” A Next Generation írója 3/5 csillagra értékelte a Windows-verziót, kiemelve, hogy „Figyelembe véve, hogy az Interplay egy kipróbálatlan motorral dolgozott idén, a VR Baseball 2000 igencsak ígéretes, azonban számos ponton még nem éppen az igazi.”

## Fordítás
- Ez a szócikk részben vagy egészben  a   VR Baseball '99 című angol Wikipédia-szócikk ezen változatának fordításán alapul.  Az eredeti cikk szerkesztőit annak laptörténete sorolja fel. Ez a jelzés csupán a megfogalmazás eredetét és a szerzői jogokat jelzi, nem szolgál a cikkben szereplő információk forrásmegjelöléseként.